# Клюев, Анатолий Александрович
Анато́лий Алекса́ндрович Клю́ев — советский боксёр, чемпион и призёр чемпионатов СССР, призёр чемпионата Европы, мастер спорта СССР международного класса, Заслуженный тренер России. Выступал в наилегчайшей весовой категории (до 48 кг). Наставниками Клюева были Юрий Врублевский и Артём Лавров.
В матче СССР — США по боксу 1978 года в Москве проиграл Ричи Сандовалю по очкам.
Полковник, работает начальником физподготовки военного училища.

## Спортивные результаты
- Чемпионат СССР по боксу 1973 года — ;
- Чемпионат СССР по боксу 1977 года — ;
- Чемпионат СССР по боксу 1978 года — ;
- Чемпионат СССР по боксу 1980 года — ;
- Чемпионат СССР по боксу 1981 года — ;
- Чемпионат СССР по боксу 1982 года — ;